# Comphotis apachita
Comphotis apachita is een vlindersoort uit de familie van de prachtvlinders (Riodinidae), onderfamilie Riodininae.
Comphotis apachita werd in 1996 beschreven door Hall, J & Willmott.